# Papillaria flavolimbata
Papillaria flavolimbata är en bladmossart som beskrevs av Georg Friedrich von Jaeger 1877. Papillaria flavolimbata ingår i släktet Papillaria och familjen Meteoriaceae. Inga underarter finns listade i Catalogue of Life.